# Benny Holtrop
Benny Holtrop (Joure, 14 september 1938) is een Friese schrijver.

## Biografie
Holtrop woonde tot zijn 21e bij zijn streng gereformeerde ouders, welke lid waren van de NSB. Vervolgens heeft hij gewerkt in het onderwijs, maar in 1993 besloot hij te gaan schrijven.

## Werk
- De teloargong fan Eden (2005)
- Mooi veur joker (2001)
- Gezichten aachter matglas (roman, 1996)
- Lyts ferdomme (1995)
- Van twie kaanten (versen, 1995)
- Skarsterlân by Sikko Mulder (1995)
- Skriuwersmiel 1994 (1994)
- De boarstrok fan Fenna (1994)
- De smaak fan narkoaze (1993)
- In appel foar ûnderweis : fragminten út in libben (1993)
- Keallepoaten en koarstekoeke (versen, 1989)
- Fuorgen yn mul sân (versen, 1989)
- Rock 'n Roll Ma Non Troppo, symfony yn trije kleuren

## Prijzen
- Rely Jorritsmapriis
1993, voor De smaak fan narkoaze
1994, voor Lyts ferdomme
1995, voor It pypke kryt
1996, voor Luside ynterval

- Digitale Bibliotheek voor de Nederlandse Letteren: holt006
- International Standard Name Identifier: 0000 0000 3773 0059
- Library of Congress Control Number: n2002046864
- Nederlandse Thesaurus van Auteursnamen: 074033808
- Virtual International Authority File: 21501114
- WorldCat: E39PBJc3DfH3cv4tp7FTvTqqQq